# Прунь (Клуж)
Прунь, Пруні (рум. Pruni) — село у повіті Клуж в Румунії. Входить до складу комуни Бобилна.
Село розташоване на відстані 359 км на північний захід від Бухареста, 42 км на північ від Клуж-Напоки.

## Населення
За даними перепису населення 2002 року у селі проживали 69 осіб, усі — румуни. Усі жителі села рідною мовою назвали румунську.